# Erkka Westerlund
Erkka Westerlund (* 30. března 1957 Pernaja) je finský lední hokejista hrající na postu útočníka a trenér tohoto sportu.

## Život
V mládežnickém věku hrával hokej za Lukko Rauma. Svůj poslední aktivní hráčský ročník (1980/1981) nastupoval za mužský tým celku JYP Jyväskylä. Po sezóně jej začal z pozice hlavního trenéra vést. Roku 1985 s ním dokázal postoupit do nejvyšší finské soutěže a následně od ročníku 1985/1986 se stal asistentem trenéra finské reprezentace. Takto pokračoval až do sezóny 1987/1988, po níž své působení v klubu i u mužské reprezentace ukončil a stal se hlavním trenérem finského výběru hráčů do dvaceti let.
Po roce své angažmá ukončil a vrátil se ke klubovému trénování, a to do celku Lukko Rauma. Vydržel zde dvě sezóny do roku 1991. Roku 1996 se stal hlavním koučem finské reprezentace do osmnácti let, kterou na mistrovství světa juniorů 1997 hraném v České republice dovedl ke zlatým medailím.
Následně se opět vrátil k trénování jednotlivých klubů, a sice IFK Helsinky, se kterým hned v první sezóně nejvyšší finskou soutěž vyhrál a v další skončil na druhé pozici. Poté se přesunul do jiného helsinského klubu, do Jokeritu a i ten dovedl hned ve své úvodní sezóně ke stříbrnému místu v lize. Po ročníku 2000/2001 své zdejší působení ukončil.
Poté se stal na dva roky hlavním trenérem finské reprezentace hráčů do dvaceti let, kterou na mistrovstvích v letech 2002 a 2003 dovedl k bronzovým medailím. V sezóně 2003/2004 zastával pozici asistenta trenéra finské mužské reprezentace, který byl Raimo Summanen, a po jeho odvolání se v roce 2004 stal hlavním koučem. Za svého asistenta si vybral Hannu Virta. Na Světovém poháru 2004 ale zastával funkci asistenta trenéra. Finskou reprezentaci vedl až do ročníku 2006/2007. Během té doby dosáhl stříbro na olympijských hrách 2006, stříbro na mistrovství světa 2007 a bronz na tomtéž turnaji konaném o rok dříve (2006).
V letech 2010/2011 a 2011/2012 vedl ve finské nejvyšší soutěži celek Jokeritu Helsinky. V sezóně 2013/2014 zastával post hlavního trenéra finské reprezentace, kterou tehdy vedl jak na olympijských hrách, tak na mistrovství světa. Poté se vrátil zpět do Jokeritu, který se mezitím stal součástí Kontinentální hokejové ligy (KHL). Po dvou letech změnil působiště a pro sezónu 2017/2018 se stal hlavním trenérem klubu Salavat Julajev Ufa. Následně si dal rok volno a od ročníku 2019/2020 je manažerem v klubu TPS Turku.